# San Donato di Lecce
San Donato di Lecce (Αddουνάο, Addunào in grico) è un comune italiano di 5 375 abitanti della provincia di Lecce in Puglia.
Situato nel Salento centro-settentrionale, è posto nella Valle della Cupa, ai piedi delle serre salentine. Comprende anche la frazione di Galugnano.
Il 28 gennaio 2019 è stata proclamata Città d'arte insieme alla frazione di Galugnano, con determina dirigenziale della regione Puglia.

## Geografia fisica

### Territorio
Il territorio del comune di San Donato di Lecce, compreso tra i 49 e i 101 metri sul livello del mare, occupa una superficie di 21,16 km² di cui 2,81 sono occupati dai centri abitati e i rimanenti 18,35 utilizzati a suolo agricolo. Ricade per gran parte nella Valle della Cupa, ossia in quella porzione della pianura salentina, intorno al capoluogo leccese, caratterizzata da una grande depressione carsica. La zona sud-orientale, intorno all'abitato di Galugnano, presenta un'altimetria più elevata per la presenza dei modesti rilievi delle serre salentine che superano di poco i 100 m s.l.m. Si trova nella parte mediana del Salento e dista 18 km dal mare Adriatico e 22 km dal mare Jonio.
Confina a nord con i comuni di San Cesario di Lecce e Cavallino, a est con il comune di Caprarica di Lecce, a sud con i comuni di Sternatia e Soleto, a ovest con il comune di Lequile.
- Classificazione sismica: zona 4 (sismicità molto bassa), Ordinanza PCM n. 3274 del 20/03/2003

### Clima
Dal punto di vista meteorologico San Donato di Lecce rientra nel territorio del Salento meridionale che presenta un clima prettamente mediterraneo, con inverni miti ed estati caldo umide. In base alle medie di riferimento, la temperatura media del mese più freddo, gennaio, si attesta attorno ai +9 °C, mentre quella del mese più caldo, agosto, si aggira sui +25,1 °C. Le precipitazioni medie annue, che si aggirano intorno ai 676 mm, presentano un minimo in primavera-estate ed un picco in autunno-inverno.
Facendo riferimento alla ventosità, i comuni del basso Salento risentono debolmente delle correnti occidentali grazie alla protezione determinata dalle serre salentine che creano un sistema a scudo. Al contrario le correnti autunnali e invernali da Sud-Est, favoriscono in parte l'incremento delle precipitazioni, in questo periodo, rispetto al resto della penisola.
| San Donato di Lecce        | Mesi | Mesi | Mesi | Mesi | Mesi | Mesi | Mesi | Mesi | Mesi | Mesi | Mesi | Mesi | Stagioni | Stagioni | Stagioni | Stagioni | Anno |
| San Donato di Lecce        | Gen  | Feb  | Mar  | Apr  | Mag  | Giu  | Lug  | Ago  | Set  | Ott  | Nov  | Dic  | Inv      | Pri      | Est      | Aut      | Anno |
| -------------------------- | ---- | ---- | ---- | ---- | ---- | ---- | ---- | ---- | ---- | ---- | ---- | ---- | -------- | -------- | -------- | -------- | ---- |
| T. max. media (°C)         | 12,4 | 13,0 | 14,8 | 18,1 | 22,6 | 27,0 | 29,8 | 30,0 | 26,4 | 21,7 | 17,4 | 14,1 | 13,2     | 18,5     | 28,9     | 21,8     | 20,6 |
| T. min. media (°C)         | 5,6  | 5,8  | 7,3  | 9,6  | 13,3 | 17,2 | 19,8 | 20,1 | 17,4 | 13,7 | 10,1 | 7,3  | 6,2      | 10,1     | 19,0     | 13,7     | 12,3 |
| Precipitazioni (mm)        | 80   | 60   | 70   | 40   | 29   | 21   | 14   | 21   | 53   | 96   | 109  | 83   | 223      | 139      | 56       | 258      | 676  |
| Umidità relativa media (%) | 79,0 | 78,9 | 78,6 | 77,8 | 75,7 | 71,1 | 68,4 | 70,2 | 75,4 | 79,3 | 80,8 | 80,4 | 79,4     | 77,4     | 69,9     | 78,5     | 76,3 |

- Classificazione climatica di San Donato di Lecce:[7]
  - Zona climatica: C
  - Gradi giorno: 1202

## Storia
Insediamenti preistorici nella zona sono testimoniati dalla presenza di una specchia megalitica, dall'area archeologica neolitica di Specchiarosa e dai resti di alcuni tratti di muraglia messapica databile al 1000 a.C. Al periodo romano si fa risalire la nascita del Casale Vigliano dal nome del centurione Vilius. Della dominazione romana resta una diga le cui acque raccolte venivano fatte scorrere fino alla residenza del centurione. Distrutto in epoca barbarica, il casale Vigliano rinacque nell'XI secolo grazie all'impulso dei Normanni ed entrò subito a far parte della Contea di Lecce con il nuovo nome di San Donato. Sul sito della residenza romana venne edificato il castello normanno poi ristrutturato in palazzo signorile nel XVIII secolo dal barone Pasquale Maiorana.
Nel corso dei secoli fu dapprima feudo della famiglia Vaaz de Andrada, dei Capece e dei Bonvicini. Passò sotto il dominio dei Ramoros dell'Anos, della famiglia Massa di Lecce ed infine dei signori Maiorana che con il Barone Pasquale acquistarono il titolo di Duca nel 1759.

### Simboli
Lo stemma e il gonfalone sono stati concessi con decreto del presidente della Repubblica n. 1280 del 9 marzo 1982.
Profilo araldico dello stemma:
(Art. 4 dello Statuto comunale)
La figura del leone riproduce fedelmente una grande scultura che ornava l'ingresso del palazzo baronale. L'albero di ulivo, aggiunto successivamente, ricorda la pianta caratteristica delle campagne di circostanti.
Il gonfalone è un drappo di bianco.

## Monumenti e luoghi d'interesse

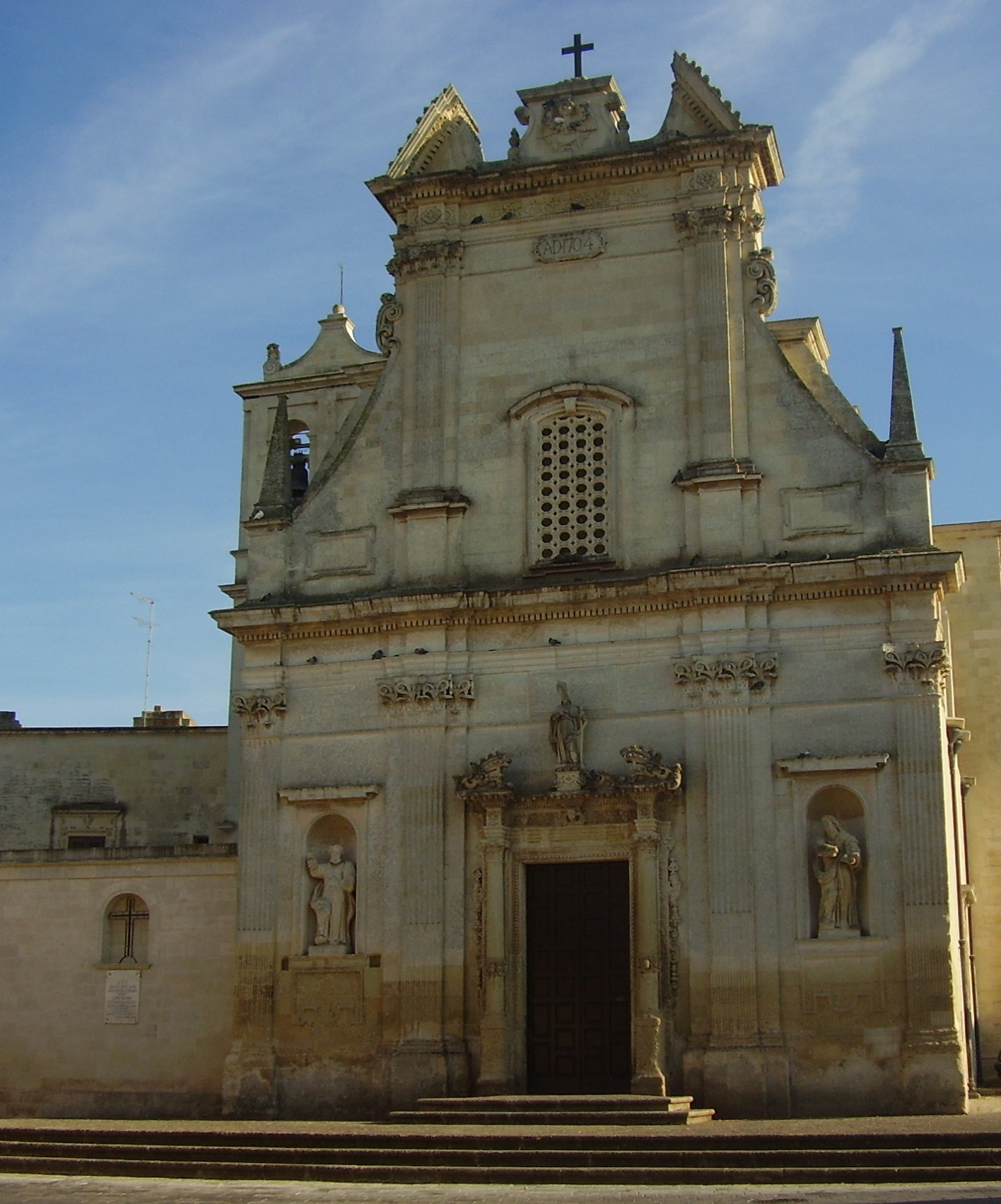
Chiesa della Resurrezione del Signore

### Architetture religiose

#### Chiesa Matrice della Resurrezione del Signore
Sorta in epoca normanna, la chiesa matrice della Resurrezione del Signore fu completamente rifatta nel XVII secolo e terminata nel 1704 come ricorda la data riportata sulla facciata. Il prospetto, in pietra leccese, è costituito da due ordini divisi da una cornice dentellata e terminante con un timpano spezzato. L'ordine inferiore, diviso da lesene scanalate con capitelli corinzi, presenta un elaborato portale barocco sormontato dalla statua di San Donato Vescovo; ai lati due nicchie accolgono le statue di San Pietro e Paolo. Nel secondo ordine, in asse col portale, è la finestra con una grata in pietra leccese costituita da 36 piccoli fori.
L'interno, ad aula unica, è a croce latina terminante in un'abside poligonale. Lungo la navata si aprono due brevi cappelle per lato contenenti gli altari della Madonna di Costantinopoli, di Sant'Antonio da Padova, di Sant'Oronzo e del Crocifisso. Nel transetto sono presenti gli altari di San Donato e della Madonna del Rosario.

#### Altre chiese
- Cappella di Sant'Antonio Abate (a San Donato di Lecce)
- Chiesa di Maria Santissima Annunziata (a Galugnano)
- Chiesa della Madonna Immacolata (a Galugnano)
- Chiesa della Pietà (a Galugnano)
- Chiesa della Madonna della Neve (a Galugnano)
- Cappella dell'Immacolata (a San Donato di Lecce).

### Architetture civili

#### Palazzo Ducale
Sorto sulle fondamenta del castello normanno e più tardi aragonese, fu edificato nel XVII secolo e trasformato più volte nel corso dei secoli. I lavori ottocenteschi hanno conferito all'edificio un prospetto neoclassico. Ha un perimetro quadrangolare e conserva ancora i torrioni difensivi ad ogni angolo; due sono ancora visibili mentre gli altri sono stati inglobati dalla costruzione. L'interno conserva la fisionomia sei-settecentesca. Ai lati del cortile si distribuisce il porticato costituito da colonne-pilastri, tondeggianti davanti e squadrate dietro. Sopra il porticato è la loggia con pilastri e archi decorati con foglie d'acanto e frutti di melagrana. Gli ambienti del piano terra e i sotterranei erano destinati ai lavori e ai magazzini per le scorte. Era in funzione anche un frantoio per la produzione dell'olio.

#### Masserie
- Masseria Perrone
- Masseria Papa
- Masseria dei Preti

### Siti archeologici
- Menhir della Lete (a Galugnano)
- Menhir Curti Vecchi (a Galugnano)

## Società

### Evoluzione demografica
Abitanti censiti

### Etnie e minoranze straniere
Al 31 dicembre 2017 a San Donato di Lecce risultano residenti 103 cittadini stranieri. Le nazionalità principali sono:

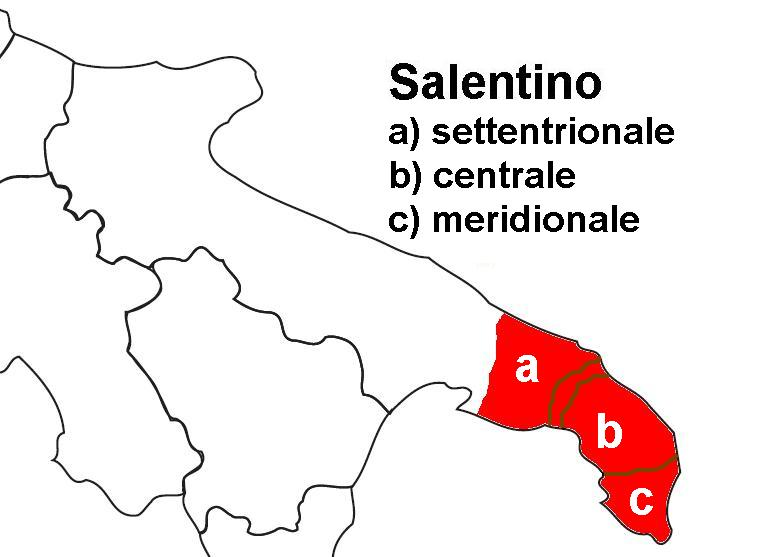
Diffusione del dialetto salentino

- Romania - 37
- Senegal - 33

### Lingue e dialetti
Il dialetto parlato a San Donato di Lecce è il dialetto salentino nella sua variante centrale che corrisponde al dialetto leccese. Il dialetto salentino, appartenente alla famiglia delle lingue romanze e classificato nel gruppo meridionale estremo, si presenta carico di influenze riconducibili alle dominazioni e ai popoli stabilitisi in questi territori nei secoli: messapi, greci, romani, bizantini, longobardi, normanni, albanesi, francesi, spagnoli.

## Cultura

### Istruzione

#### Scuole
Persistono sul territorio del comune di San Donato di Lecce due scuola dell'infanzia, di cui una nella frazione di Galugnano, una scuola primaria e una scuola secondaria di 1º grado appartenenti al locale Istituto Comprensivo Statale.

### Musica
Il paese è noto per la musica reggae. Legati a San Donato di Lecce sono infatti i Sud Sound System, un sound system di musica dancehall reggae che combina ritmi giamaicani e sonorità locali, come l'uso del dialetto salentino e le ballate di pizzica e taranta. Sono tra i pionieri del raggamuffin italiano.

### Eventi
- Sagra te li cucummari (Cancellata) - ultima settimana di maggio
- Festa di San Donato - 6 - 7 - 14 - 28 agosto
- Presepe vivente - periodo natalizio
- Sagra te lu pane cunzatu

## Economia
L'agricoltura è stata da sempre la principale economia del paese. L'uso del suolo, caratterizzato da fertili zolle di terra rossa, è variabile, ma prevalgono le coltivazioni di oliveti e vigneti. Il paese è noto anche come la patria dei cocomeri (in dialetto cucùmmari), in quanto questa primizia di ortaggio primaverile viene coltivata da un gran numero di piccoli agricoltori.

## Infrastrutture e trasporti

### Strade
I collegamenti stradali principali sono rappresentati da:
- Strada statale 16 Adriatica, Lecce-Maglie, uscita Galugnano-San Donato
- Strada statale 101 Salentina di Gallipoli, uscita Copertino-San Donato
- Strada Provinciale 367

Il centro è anche raggiungibile dalle strade provinciali interne SP46 San Cesario di Lecce-San Donato di Lecce-Galugnano, SP125 San Donato di Lecce-Copertino, SP244 San Donato di Lecce-Soleto.

### Ferrovie
La cittadina è servita da una stazione ferroviaria posta sulla linea Lecce-Gallipoli delle Ferrovie del Sud Est.

## Amministrazione
Di seguito è presentata una tabella relativa alle amministrazioni che si sono succedute in questo comune.
| Periodo        | Periodo        | Primo cittadino          | Partito                            | Carica              | Note   |
| -------------- | -------------- | ------------------------ | ---------------------------------- | ------------------- | ------ |
| 19 giugno 1985 | 9 agosto 1990  | Donato Pellegrino        | Partito Socialista Italiano        | Sindaco             | [ 12 ] |
| 13 agosto 1990 | 19 giugno 1991 | Rosario Verri            | Partito Socialista Italiano        | Sindaco             | [ 12 ] |
| 3 luglio 1991  | 5 luglio 1993  | Ernesto Greco            | Partito Democratico della Sinistra | Sindaco             | [ 12 ] |
| 4 agosto 1993  | 24 aprile 1995 | Donato Salvatore Tanieli | Partito Socialista Italiano        | Sindaco             | [ 12 ] |
| 24 aprile 1995 | 14 giugno 1999 | Donato Salvatore Tanieli | centro                             | Sindaco             | [ 12 ] |
| 14 giugno 1999 | 14 giugno 2004 | Anna Grande              | centro-sinistra                    | Sindaco             | [ 12 ] |
| 15 giugno 2004 | 29 maggio 2007 | Massimo Longo            | lista civica                       | Sindaco             | [ 12 ] |
| 29 maggio 2007 | 15 aprile 2008 | Valeria Pastorelli       |                                    | Comm. straordinario | [ 12 ] |
| 15 aprile 2008 | 27 maggio 2013 | Ezio Conte               | lista civica                       | Sindaco             | [ 12 ] |
| 27 maggio 2013 | 10 giugno 2018 | Ezio Conte               | lista civica Libertà               | Sindaco             | [ 12 ] |
| 10 giugno 2018 | in carica      | Alessandro Quarta        | lista civica                       | Sindaco             | [ 12 ] |